# Liste der Kulturdenkmale in Auritz

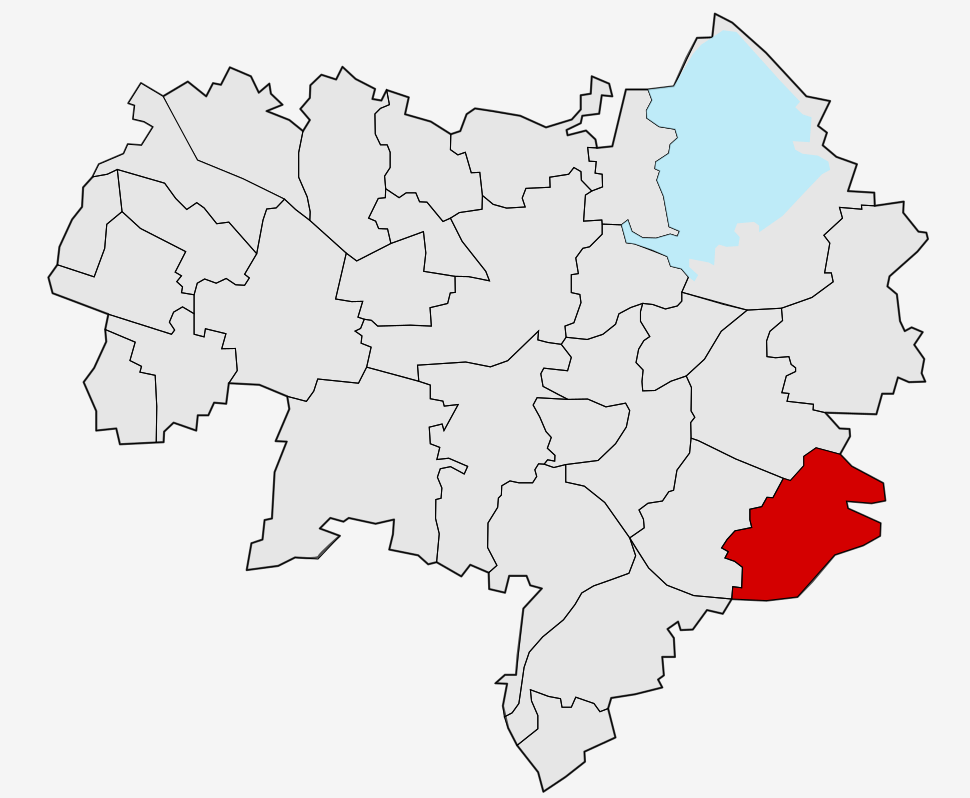
Lage des Ortsteils Auritz in Bautzen

In der Liste der Kulturdenkmale in Auritz sind die Kulturdenkmale des Bautzener Ortsteils Auritz verzeichnet, die bis September 2024 vom Landesamt für Denkmalpflege Sachsen erfasst wurden (ohne archäologische Kulturdenkmale). Die Anmerkungen sind zu beachten.

## Liste der Kulturdenkmale in Auritz
| Bild                                    | Bezeichnung | Lage                         | Datierung | Beschreibung | ID       |
| --------------------------------------- | --- | ---------------------------- | --- | --- | -------- |
|                                         | Kriegerdenkmal für die Gefallenen des Ersten Weltkrieges | Auritzer Dorfplatz (Karte)   | Nach 1918 | Ortsgeschichtlich von Bedeutung, Gedenkstein mit der Aufschrift „Unseren treuen Soldaten/ gewidmet von der Gemeinde Auritz“ | 09251361 |
| Direkt Bild zu diesem Denkmal hochladen | Wohnhaus eines ehemaligen Vierseithofes | Auritzer Dorfplatz 6 (Karte) | Bezeichnet mit 1907                                                                                            | Mit vergleichsweise aufwendiger Gestaltung, baugeschichtlich und ortsbildprägend von Bedeutung, Wohnhaus mit Vorbau, Betonung des Erdgeschosses durch rundbogige Fenster, Fensterbekrönung, Dreiecksgiebel, halbrundes Fenster | 09251360 |
| Direkt Bild zu diesem Denkmal hochladen | Lehrgebäude (ohne den schmalen eingezogenen Verbinder sowie den nördlichen rechtwinkligen Anbau) sowie auch das in den Grünanlagen aufgestellte Denkmal (Schulsternwarte „Johannes Franz“) | Czornebohstraße 82 (Karte)   | 1970er Jahre (1982 Einweihung Gebäudekomplex); 1976–1982 (Fensterfront, östliche Fassade); nach 1922 (Denkmal) | Lehrgebäude mit seinen beiden Sälen, einem Hörsaal im südlichen Gebäudeteil sowie Rundsaal mit Planetarium und technischer Ausrüstung, zugehörig zum gesamten Komplex des 1982 im Naturpark Bautzen neu angelegten Gebäudekomplexes der Schulsternwarte Johannes Franz, unverändert überkommene dokumentarische Zeugnisse mit historischer Aussagefähigkeit und Erinnerungswert, bau-, orts-, technik- und personengeschichtliche Bedeutung | 09307344 |
| Weitere Bilder                          | Sogenannte Auritzer Stele: Ca. 5 m hohe, sehr schlanke Granitsäule, eingelassen in einen Granitblock                                                                                       | Untere Straße (Karte)        | Um 1790 | Quadratischer Querschnitt (unten 38 cm), nach oben verjüngt, Spitze vermutlich abgebrochen, an Nord- und Südseite Inschriften in deutscher und sorbischer Sprache, geschichtliche Bedeutung, umgangssprachlich auch als „Russensäule“ bezeichnet. Inschriften bestehen aus Versatzstücken verschiedener Bibelsprüche. - Inschriften auf der Nordseite: „Fürchte Gott, ehre die Obrigkeit, liebe die Brüder und bewahre Deine Seele, daß sie nicht trachte, Schaden zu tun.“ - Inschrift auf der Südseite: „Boj so Boha, česć wyšnosć, lubuj bratrow a wobarnuj dušu, zo nochcy škodu činić.“ Säule von Oberamtsadvokat und Ratspronotar Gottfried Ernst Böhmer/Bemar aus Bautzen. Sie ist ein außerordentlich wertvolles Denkmal der sorbischen Kulturgeschichte, singuläre Bedeutung, weil nur noch wenige Denkmale mit sorbischer Inschrift aus dem 18. Jahrhundert erhalten, bedeutsam, weil aus berühmter sorbischer Familie stammend, die dem Bürgertum angehörte und später sogar in Adelsstand erhoben wurde. 1786 Halbbauerngut in Auritz von Gottfried Böhmer erworben, als Sommersitz genutzt, auf Anhöhe südlich des Dorfes Park angelegt, dort verschiedene „Lusthäuser“, Skulpturen und Inschriftensäule errichtet. 1805 Anwesen verkauft. Laut Auskunft einer Auritzer Einwohnerin befand sich Säule auf Anhöhe südlich des Dorfes und nördlich des Sportplatzes. Dort ist in vergangenen Jahrzehnten Sand abgebaut worden, in den 1970er Jahren wurden Sandgruben durch Deutsche Reichsbahn mit Schotter von der Gleisbetterneuerung aufgefüllt. Dabei ist Säule vermutlich in einer der Gruben verschüttet worden. | 09302967 |

## Streichungen von der Denkmalliste
| Bild                                    | Bezeichnung                                  | Lage                    | Datierung                             | Beschreibung | ID       |
| --------------------------------------- | -------------------------------------------- | ----------------------- | ------------------------------------- | --- | -------- |
|                                         | Gasthof „Zur Erholung“ mit Saalanbau         | Obere Straße 21 (Karte) | Um 1910                               | Baugeschichtlich und ortsgeschichtlich von Bedeutung, Mittelbetonung durch Dreiecksgiebel, flacher Saalanbau mit rundbogigen Fenstern. Zwischen 2018 und 2024 aus der Denkmalliste gestrichen. | 09251364 |
| Direkt Bild zu diesem Denkmal hochladen | Zwei Scheunen eines ehemaligen Dreiseithofes | Untere Straße 3 (Karte) | Mitte 19. Jahrhundert                 | Über L-förmigem Grundriss, baugeschichtlich und ortsbildprägend von Bedeutung, Naturstein, rundbogige Torportale, gewölbte Decken im Erdgeschoss, Gewölbe mit Säule; zwischen 2008 und 2014 abgerissen                                                                                                   | 09251362 |
| Direkt Bild zu diesem Denkmal hochladen | Herrenhaus eines einstigen Rittergutes       | Untere Straße 9 (Karte) | Bezeichnet mit 1894 in Sandsteintafel | Anlage als Vierseithof, bau- und ortsgeschichtlich von Bedeutung, Eintrag in Denkmalliste bis 2002 lautete: „Ehemaliges Wohnhaus, drei Scheunen und seitliche Gesindewohnung eines ortsbildprägenden Vierseithofes, mit Resten der Einfriedung“. Zwischen 2018 und 2024 aus der Denkmalliste gestrichen. | 09251359 |

## Tabellenlegende
- Bild: Bild des Kulturdenkmals, ggf. zusätzlich mit einem Link zu weiteren Fotos des Kulturdenkmals im Medienarchiv Wikimedia Commons. Wenn man auf das Kamerasymbol klickt, können Fotos zu Kulturdenkmalen aus dieser Liste hochgeladen werden:
- Bezeichnung: Denkmalgeschützte Objekte und ggf. Bauwerksname des Kulturdenkmals
- Lage: Straßenname und Hausnummer oder Flurstücknummer des Kulturdenkmals. Die Grundsortierung der Liste erfolgt nach dieser Adresse. Der Link (Karte) führt zu verschiedenen Kartendiensten mit der Position des Kulturdenkmals. Fehlt dieser Link, wurden die Koordinaten noch nicht eingetragen. Sind diese bekannt, können sie über ein Tool mit einer Kartenansicht einfach nachgetragen werden. In dieser Kartenansicht sind Kulturdenkmale ohne Koordinaten mit einem roten bzw. orangen Marker dargestellt und können durch Verschieben auf die richtige Position in der Karte mit Koordinaten versehen werden. Kulturdenkmale ohne Bild sind an einem blauen bzw. roten Marker erkennbar.
- Datierung: Baubeginn, Fertigstellung, Datum der Erstnennung oder grobe zeitliche Einordnung entsprechend des Eintrags in der sächsischen Denkmaldatenbank
- Beschreibung: Kurzcharakteristik des Kulturdenkmals entsprechend des Eintrags in der sächsischen Denkmaldatenbank, ggf. ergänzt durch die dort nur selten veröffentlichten Erfassungstexte oder zusätzliche Informationen
- ID: Vom Landesamt für Denkmalpflege Sachsen vergebene, das Kulturdenkmal eindeutig identifizierende Objekt-Nummer. Der Link führt zum PDF-Denkmaldokument des Landesamtes für Denkmalpflege Sachsen. Bei ehemaligen Kulturdenkmalen können die Objektnummern unbekannt sein und deshalb fehlen bzw. die Links von aus der Datenbank entfernten Objektnummern ins Leere führen. Ein ggf. vorhandenes Icon  führt zu den Angaben des Kulturdenkmals bei Wikidata.